# Dectin-2
Dectin-2 je protein, který je v lidském genomu kódován genem CLEC6A (z anglického C-type lectin domain containing 6A). Dectin-2 je členem rodiny receptorů lektinů typu C (CTL). Jedná se o transmembránový protein typu II, který ve své extracelulární části obsahuje doménu rozpoznávající sacharidy. Funguje jako PRR (angl. pattern recognition receptor) rozpoznávající α-manany, a z tohoto důvodu hraje důležitou roli v přirozené imunitní odpovědi proti kvasinkovým a houbovým infekcím. Je exprimován na myeloidních buňkách, především na makrofázích a dendritických buňkách. V menší míře se vyskytuje také na Langerhansových buňkách a krevních monocytech, na těchto buněčných typech může být jeho exprese zvýšena po vzniku zánětu.
Geny pro dectin-2 jsou v telomerické oblasti v shluku NK genů na myším chromozomu 6 a na lidském chromozomu 12. Shluk dectin-2 genů obsahuje geny skupiny II lektinů typu C, jsou to geny kódující dectin-2, DCIR, DCAR, BDCA-2, Mincle a Clecsf8.

## Struktura
Dectin-2 je glykosylovaný transmembránový protein typu II, který je kódován šesti exony. Skládá se z jedné CTL domény (jinak také CRD, z anglického carbohydrate recognition domain), která se nachází v extracelulární části proteinu. Následuje doména spojující CRD doménu s transmembránovou doménou, samotná transmembránová doména a cytoplasmatická doména. CRD doména obsahuje tzv. EPN motif (kyselina glatamová-prolin-asparagin), který je závislý na vápenatých iontech. Cytoplasmatická doména je poměrně krátká, a na rozdíl od dectinu-1 neobsahuje žádný signalizační motif. Po navázání ligandu na vazebné místo CRD domény dochází k transdukci signálu pomocí asociace s ITAM-obsahujícím adaptorovým proteinem FcγR.

## Signalizace
Dectin-2 je člen rodiny receptorů lektinů typu C, což je skupina PRR receptorů, které se účastní protikvasinkové imunity, homeostázy a spuštění imunitní odpovědi proti patogenu. Extracelulární doména rozpoznávající sacharidy je schopna rozpoznat a navázat α-manany, které se nacházejí v buněčné stěně kvasinek a hub. Po navázání ligandu transdukce dectin-2 signál pomocí vazby na ITAM-obsahující adaptorový protein FcγR.[ujasnit] Tato interakce má za následek aktivaci Syk kinázy a následnou downstream aktivaci tzv. CBM signalizačního komplexu (CARD9-BCL10-MALT1), což vede k aktivaci NFκB a následné produkci cytokinů, mezi které patří např. IL-6, IL-23 a IL-1β.
Výše popsaná signalizační dráha má za následek řadu dějů napomáhajících k eliminaci infekce, mezi něž patří indukce fagocytózy, produkce mediátorů zánětu – cytokinů a chemokinů, indukce přirozené a následně adaptivní imunitní odpovědi.
Signalizace spuštěná aktivací dectinem-2 také zvyšuje expresi receptoru IL-17RC na neutrofilech, a zároveň se účastní autrokrinní zpětnovazebné smyčky mezi IL-17A a IL-17RC. Toto napomáhá produkci ROS a následné eliminaci patogenu.
Dectin-2 se také účastní signalizace přes MAP kinázu.
E3 ubiquitin ligáza byla popsána jako negativní regulátor dectinu-2.

### Ligandy
Dectin-2 rozeznává α-manany, což jsou důležité stavební komponenty kvasinkových a houbových buněčných stěn. Dále rozeznává glykoproteiny bohaté na O-manobiosové zbytky.

## Funkce
Dectin-2 je důležitou součástí obranných imunitních reakcí proti kvasinkovým a houbovým infekcím. Preferenčně indukuje Th17 imunitní odpověď, která je nezbytná pro efektivní obranu a eliminaci patogenů v kvasinkových infekcích. Cytokiny produkované po aktivaci dectinu-2 jsou IL-6, IL-23 a IL-1β, které jsou všechny typické pro Th17 odpověď, a jsou důležité pro její indukci. Dectin-2 také v menší míře indukuje produkci IL-12, což je cytokin typický pro Th1 odpověď. Ten dokáže stimulovat Th1 lymfocyty k produkci IFN-γ, což vede k větší aktivaci makrofágů a následnému odstranění infekce.
Protizánětlivé cytokiny jako IL-2 a IL-10 mohou být také produkovány po stimulaci dectinu-2.
Dectin-2 je nejvíce prozkoumán z hlediska jeho úlohy v obraně proti infekci kvasinkou Candida albicans, a bylo v minulosti prokázáno, že je nezbytný pro efektivní obranu proti tomuto patogenu. Experimentální myší model postrádající dectin-2 byl mnohem náchylnější pro rozvoj masivní infekce C. albicans. Bylo popsáno odlišné chování dectinu-2 v závislosti na tom, jakou morfologickou formu kvasinky rozpoznal, což naznačuje, že je schopný rozlišit stádium hyfy a stádium kvasinky. Toto může být způsobeno rozpoznáním rozdílných ligandů, protože tyto dvě formy patogenu se do jisté míry liší složením a organizací své buněčné stěny.
Dectin-2 je také schopný interagovat s dectinem-3 a vytvořit heterodimer, který se účastní imunitní odpovědi proti C. albicans, a je velmi efektivní v jejím rozpoznání a v indukci následné imunitní odpovědi.
Ačkoliv je dectin-2 nejvíce studován v souvislosti s infekcí C. abicans, je schopný rozeznat řadu dalších patogenů, mezi které patří Candida glabrata, Cryptococcus neoformans, Aspergillus fumigatus, Saccharomyces cerevisiae, Mycobacterium tuberculosis, Paracoccidioides brasiliensis, Histoplasma capsulatum a řada dalších.

### Ostatní funkce
Dectin-2 je uváděn také v souvislosti s alergickými reakcemi. Je schopný rozeznat roztoče, které jsou známé jako původci alergií. Po rozpoznání těchto roztočů indukoval dectin-2 produkci cysteinyl leukotrienu, což jsou lipidové mediátory, které se spolu s cytokiny jako je IL-33 účastní zahájení zánětlivé reakce v dýchacím ústrojí a indukují Th2 imunitní odpověď.